# Хафісе Кадин-ефенді
Хафісе Кадин-ефенді (тур. Hafise Kadınefendi, осман. حفيصہ کادین افندی; пр. 1685 — 12 червня 1723 років, Стамбул) — наложниця османського султана Мустафи II і мати п'ятьох його синів і однієї дочки.

## Біографія
Про походження Хафісе практично немає даних. Вважається, що вона потрапила в полон до татар, після чого у віці 10 років була передана в гарем султана Ебу Бекіром-ефенді, одним з міністрів Порти. Наложницею Мустафи Хафісе, ймовірно, стала за підтримки його матері, Еметуллах Рабіе Гюльнуш Султан. Вона була єдиною з усіх жінок гарему, що супроводжували Мустафу у всіх трьох його кампаніях. Хафісе народила султану п'ятьох синів і дочку. На початку березня 1718 року Хафісе відвідала леді Мері Вортлі Монтегю, знаменита мандрівниця і дружина британського посла в Стамбулі. Вона ж у своїх листах називає Хафісе фавориткою султана.
Після повалення і смерті Мустафи у 1703 році новий султан велів Хафісе залишити гарем і обрати собі нового чоловіка з числа служителів Порти. Для жінки колишнього султана, яка народила йому шістьох дітей, це було образою. Хафісе благала Ахмеда III не видавати її заміж, а краще вбити її, у надії на те, що вона, вдова султана, була матір'ю п'ятьох Шехзаде. Але всі Шехзаде були мертві, в живих залишалася тільки дочка, і Ахмед залишився непохитний. Хафісе змушена була зробити вибір. Вона вибрала 80-річного Ебу Бекіра-ефенді, державного секретаря, твердо маючи намір зберігати вірність померлому чоловікові і не допускати в своє ліжко іншого чоловіка. Ебу Бекір був обраний в подяку за те, що колись саме він привів Хафісе в гарем.
Хафісе удруге залишилася вдовою. Померла в 1723 році.